# Полюховичи
Полюховичи (пол. Poluchowicz) — польский, литовский, украинский, белорусский дворянский род герба Наленч, происходящий от Люциана (Лукьяна) Полюховича (Lucjan Poluchowicz), выходца из Мазовии.

## История рода
Первое упоминание об роде относится к 1458 году из книги Дрогицкого суда. Предки рода сначала жили в Подляшском городе Соколув-Подляски (ныне город входит в состав Мазовецкого воеводства Польши). Затем они перебрались в Мазовию. До конца XV века считались крестьянами, имевшие собственную землю. В 1526 году за добросовестность, и за активную защиту угодий от посягательства волынского князя Чарторыйского власть присвоила им статус боярства, а также дополнительные угодья. В 1528 году они фигурируют в реестре пинской шляхты. В 1537 эти привилегии были подтверждены польской королевой Боной, удостоившая их статусом шляхетства. В 1549 году Люциан Полюхович и ещё четверо его братьев построили имение и заложили село Серники, которое приносило доход не менее 80 гривен ежегодно. Когда Речь Посполитая прекратила своё существование, Полюховичи были недовольны новой властью. Участвовали в антирусских и польских восстаниях. Они бережно хранили грамоты от польских королей и князей. Сейчас родовое село входит в состав Ровенской области, Украина, более 80% его жителей имеют одинаковую фамилию Полюхович. Всего в селе проживает более 2500 Полюховичей, из них десятки — полные тёзки.